# Depot von Těchlovice (Okres Hradec Králové)
Das Depot von Těchlovice (auch Hortfund von Těchlovice) ist ein Depotfund der frühbronzezeitlichen Aunjetitzer Kultur aus Těchlovice im Královéhradecký kraj, Tschechien. Es datiert in die Zeit zwischen 1800 und 1600 v. Chr.

## Fundgeschichte
Das Depot wurde 2008 im Wald nordöstlich von Těchlovice mit einem Metalldetektor entdeckt. Die Fundstelle liegt am Westende einer in West-Ost-Richtung verlaufenden Terrainmulde.

## Zusammensetzung
Das Depot besteht aus elf Bronzegegenständen: acht Spangenbarren, zwei Randleistenbeile und eine Nadel. Die Gegenstände waren geordnet niedergelegt worden. Die Beile lagen hochkant parallel zueinander, zwischen ihnen lag die Nadel. Die Barren waren quer über die Beile gelegt.